# Steve Jobs
Steven Paul Jobs (ur. 24 lutego 1955 w San Francisco, zm. 5 października 2011 w Palo Alto) – amerykański biznesmen, wynalazca i inwestor, znany najbardziej jako współzałożyciel technologicznej firmy Apple Inc. Był też założycielem NeXT oraz prezesem i akcjonariuszem większościowym Pixara. Był pionierem rewolucji komputerów osobistych w latach siedemdziesiątych i osiemdziesiątych, wraz ze swoim wczesnym partnerem biznesowym i współzałożycielem Apple, Steve’em Wozniakiem.
Jobs urodził się w San Francisco w 1955 r. i wkrótce po narodzinach został adoptowany. Uczęszczał do Reed College w 1972, rezygnując ze studiów w tym samym roku. W 1974 podróżował po Indiach, poszukując oświecenia, ażeby potem studiować zen buddyzmu. Razem z Wozniakiem założyli Apple w 1976, by potem zbudować i sprzedać Apple I Wozniaka, czyli komputer osobisty. Rok później zyskali sławę i majątek za sprawą stworzenia i sprzedaży Apple II, jednego z najchętniej kupowanych masowo produkowanych mikrokomputerów.
Jobs w 1979 zobaczył reklamę Xerox Alto, która zaprezentowała graficzny interfejs użytkownika (GUI) i mysz z kursorem. Było to zarzewiem do stworzenia nieudanego projektu Apple Lisa w 1983, co na szczęście niepowodzenie przełamał Macintosh w 1984 – pierwszy masowo produkowany komputer z graficznym interfejsem.

## Życiorys

### Dzieciństwo i edukacja
Jego ojciec Abdul Fattah Jandali (Abdulfattah John Jandali) urodził się w syryjskim mieście Hims. Studiował na Uniwersytecie Amerykańskim w Bejrucie, następnie wyjechał do Stanów Zjednoczonych, aby kontynuować naukę. Tam poznał Joanne Carole Schieble. W 1955 roku urodził się Steve, który wkrótce po urodzeniu został adoptowany przez Paula i Clarę Jobsów z Mountain View w Kalifornii. Jego biologiczną siostrą była pisarka Mona Simpson. O rodzicach biologicznych Steve Jobs mówił:

Byli dla mnie wyłącznie bankiem spermy i komórek jajowych. To nie jest nic bolesnego, po prostu tak właśnie było. Bank spermy, nic poza tym .

W młodości Steve był weganinem (odżywiał się pokarmami niezawierającymi produktów odzwierzęcych), jednak później przeszedł, jak to sam określił w wywiadzie, na „jedzenie tych samych świństw co i inni”.
W 1972 roku Jobs ukończył szkołę średnią w Cupertino w Kalifornii i przez jeden semestr studiował prawo w Reed College w Portland w stanie Oregon.

### Początki kariery
Jesienią 1974 r. Jobs powrócił do Kalifornii, gdzie chodził na spotkania klubu komputerowego „Homebrew Computer Club” razem ze Steve’em Wozniakiem. Rozpoczął pracę w Atari, gdzie wraz z Wozniakiem projektował gry komputerowe. W tym czasie odkryto, że zabawkowy gwizdek dołączony do płatków śniadaniowych Cap'n Crunch mógł wydawać dźwięk o częstotliwości 2600 Hz, sygnał kontrolny używany przez system telefonicznych rozmów międzymiastowych AT&T. Jobs i Wozniak krótko w 1974 r. sprzedawali tzw. niebieskie pudełka (ang. blue boxes) oparte na tym pomyśle, dzięki którym można było dzwonić za darmo. Zarobione pieniądze planował przeznaczyć na podróż do Indii w celu osiągnięcia oświecenia duchowego.
Jobs pojechał tam ze swoim kolegą (a później pracownikiem Apple) Danielem Kottkem, z którym studiował na Reed College. Spotkali się tam z guru Neem Karoli Babą w jego aśramie Kainchi. Z Indii Jobs wrócił jako buddysta, z ogoloną głową i w tradycyjnym stroju hinduskim. W tym czasie eksperymentował z LSD.

### Apple

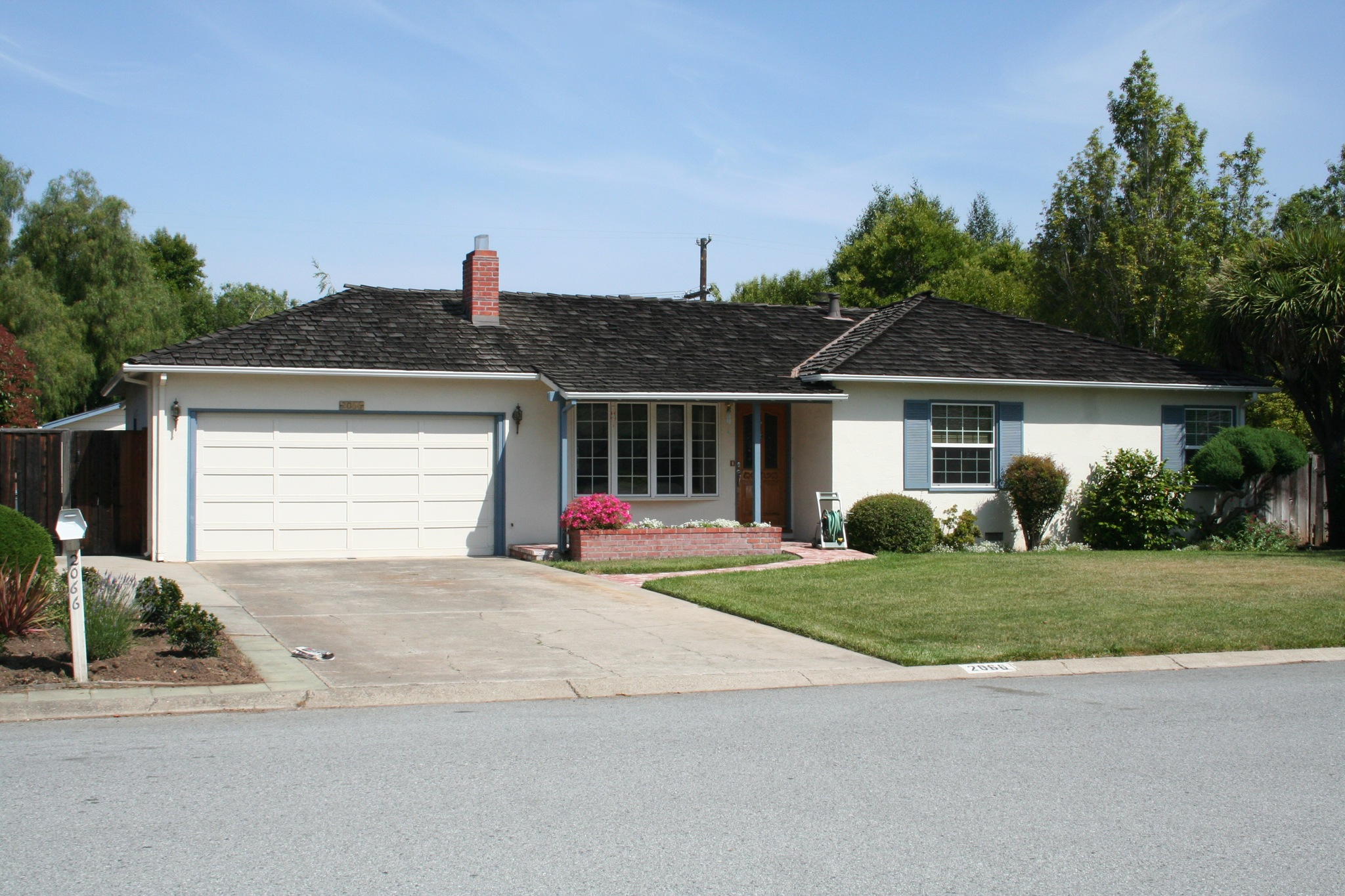
Dom Paula i Clary Jobsów, gdzie w garażu założono Apple

W 1976 roku, wspólnie ze Steve’em Wozniakiem, założył Apple. Pierwszym komputerem ich produkcji był Apple I, sprzedawany za 666,66 USD. W 1977 r. zbudowali Apple II, który odniósł sukces na rynku komputerów domowych. Dzięki Apple II przedsiębiorstwo Apple stało się jednym z najważniejszych przedsiębiorstw produkujących komputery domowe. W 1980 r. Apple weszło na Nowojorską Giełdę Papierów Wartościowych, na rynku pojawił się także Apple III.
W 1983 roku Jobs namówił Johna Sculleya z PepsiCo, by został prezesem Apple. Zapytał go:
Czy chcesz przez resztę życia sprzedawać słodzoną wodę, czy wolisz iść ze mną i zmieniać świat?
W tym samym roku Apple wydało zaawansowany technologicznie komputer Apple Lisa, który jednak nie odniósł sukcesu rynkowego. W 1984 r. firma zaprezentowała pierwszy komputer z serii Macintosh.

### NeXT i Pixar

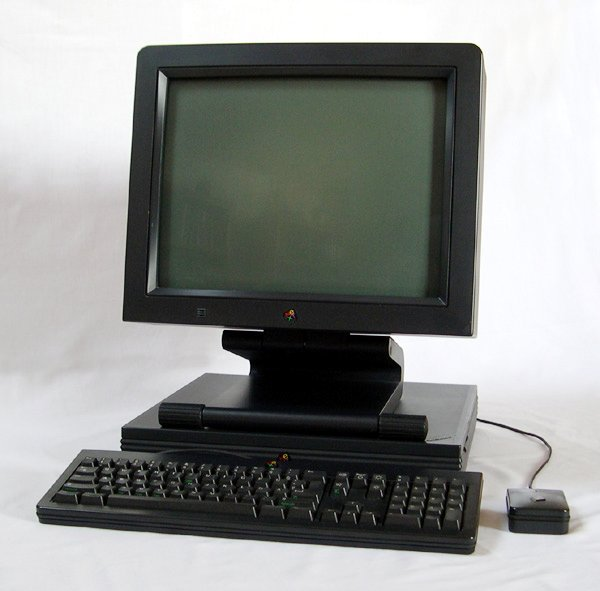
NeXTstation z oryginalną klawiaturą

W 1985 r. wskutek konfliktu z Johnem Sculleyem, Jobs został zmuszony do odejścia z Apple. Założył NeXT.
W 1986 roku Jobs kupił studio animacji komputerowej, będące oddziałem grafiki komputerowej przedsiębiorstwa Lucasfilm. Jobs odkupił to studio od George’a Lucasa za 10 milionów USD, z czego 5 milionów stało się jej kapitałem. 3 lutego 1986 roku przedsiębiorstwo przejęła firma Pixar, a Jobs został jej dyrektorem generalnym. Do śmierci Jobsa, studio Pixar wyprodukowało 25 filmów pełnometrażowych poczynając od filmu Toy Story w 1995 roku, osiągając znaczny sukces finansowy i uznanie krytyków filmowych. W 2006 roku Pixar został przejęty przez The Walt Disney Company za 7,4 mld USD w akcjach tego przedsiębiorstwa.

### Powrót do Apple

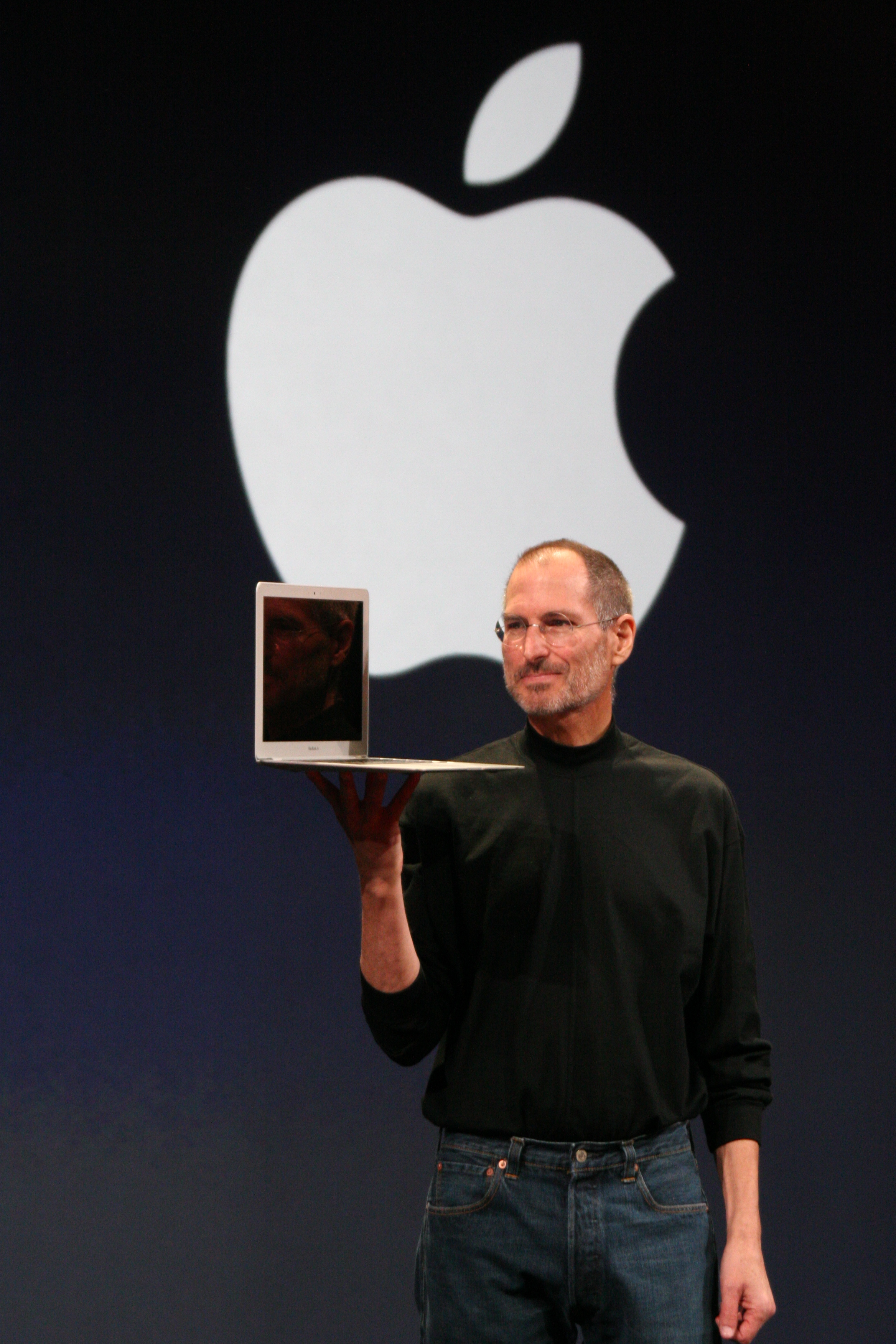
Steve Jobs z MacBook Air

Apple wykupiło NeXT w 1996 r. za 402 miliony USD, sprowadzając Jobsa z powrotem do macierzystego przedsiębiorstwa, które znajdowało się w kiepskiej sytuacji finansowej. W 1997 r. został on prezesem Apple, pracując jednakże za jednodolarową stawkę (miał jednak zyski z dywidend). Wprowadzenie na rynek iMaca znacznie polepszyło kondycję finansową przedsiębiorstwa. iMac stał się pierwszym komputerem, w którym duży nacisk położono na wygląd (choć poza tym był to także komputer o dużych możliwościach).
Pod jego kierownictwem Apple weszło także na rynek muzyczny ze swoim odtwarzaczem iPod i internetowym sklepem muzycznym iTunes Store oraz w świat telefonów komórkowych z urządzeniem iPhone, a w 2010 r. na rynek tabletów, prezentując iPada.

### Problemy zdrowotne
31 lipca 2004 roku Jobs poddał się operacji usunięcia nowotworu trzustki. Podczas jego nieobecności przedsiębiorstwem Apple zarządzał Tim Cook.
14 stycznia 2009 roku Steve Jobs rozesłał mail do pracowników, w którym poinformował o swoim urlopie zdrowotnym. W wiadomości można przeczytać, że jego pierwotne problemy okazały się o wiele poważniejsze niż podejrzewał. Jobs planował powrót do przedsiębiorstwa na wakacje. W czasie jego nieobecności zastąpić go miał Tim Cook.
22 czerwca 2009 roku media podały, iż Jobs przeszedł pomyślnie zabieg przeszczepienia wątroby.
7 stycznia 2011 r. Steve Jobs ponownie udał się na urlop zdrowotny. W międzyczasie postanowił pozostać na stanowisku dyrektora generalnego, deklarując zaangażowanie w najważniejsze decyzje strategiczne przedsiębiorstwa, w tym odpowiedzialność za wszystkie codzienne czynności przedsiębiorstwa z Cupertino.
24 sierpnia 2011 roku Steve Jobs zrezygnował z funkcji CEO Apple, obejmując stanowisko przewodniczącego rady dyrektorów przedsiębiorstwa. Zastąpił go Tim Cook. Jobs powiedział, że nie mógł już pełnić funkcji CEO tak, aby sprawnie kierować przedsiębiorstwem. Redaktor The Wall Street Journal napisała wówczas, że przyczyną rezygnacji może być jego stan zdrowia.

### Śmierć
Jobs zmarł w swoim domu w Kalifornii 5 października 2011 roku około 15:00, z powodu nawrotu leczonego wcześniej nowotworu trzustki i zatrzymania oddechu. Jego śmierć została ogłoszona na stronie internetowej Apple:

Z ogromnym smutkiem informujemy, że dzisiaj Steve Jobs odszedł od nas. Jego mądrość, pasja i energia były źródłem niezliczonych innowacji, które wzbogacają i poprawiają nasze życia. Dzięki Steve’owi świat jest zdecydowanie lepszy. Jego największą miłością była żona Laurene i jego rodzina. Kierujemy nasze serca w ich stronę oraz w stronę tych wszystkich, którzy doświadczyli jego nadzwyczajnych talentów.

Przez dwa tygodnie od jego śmierci na stronie Apple było wyświetlane imię i nazwisko byłego CEO Apple, lata życia i portret w skali szarości.
Został pochowany na Alta Mesa Memorial Park.

## Upamiętnienie

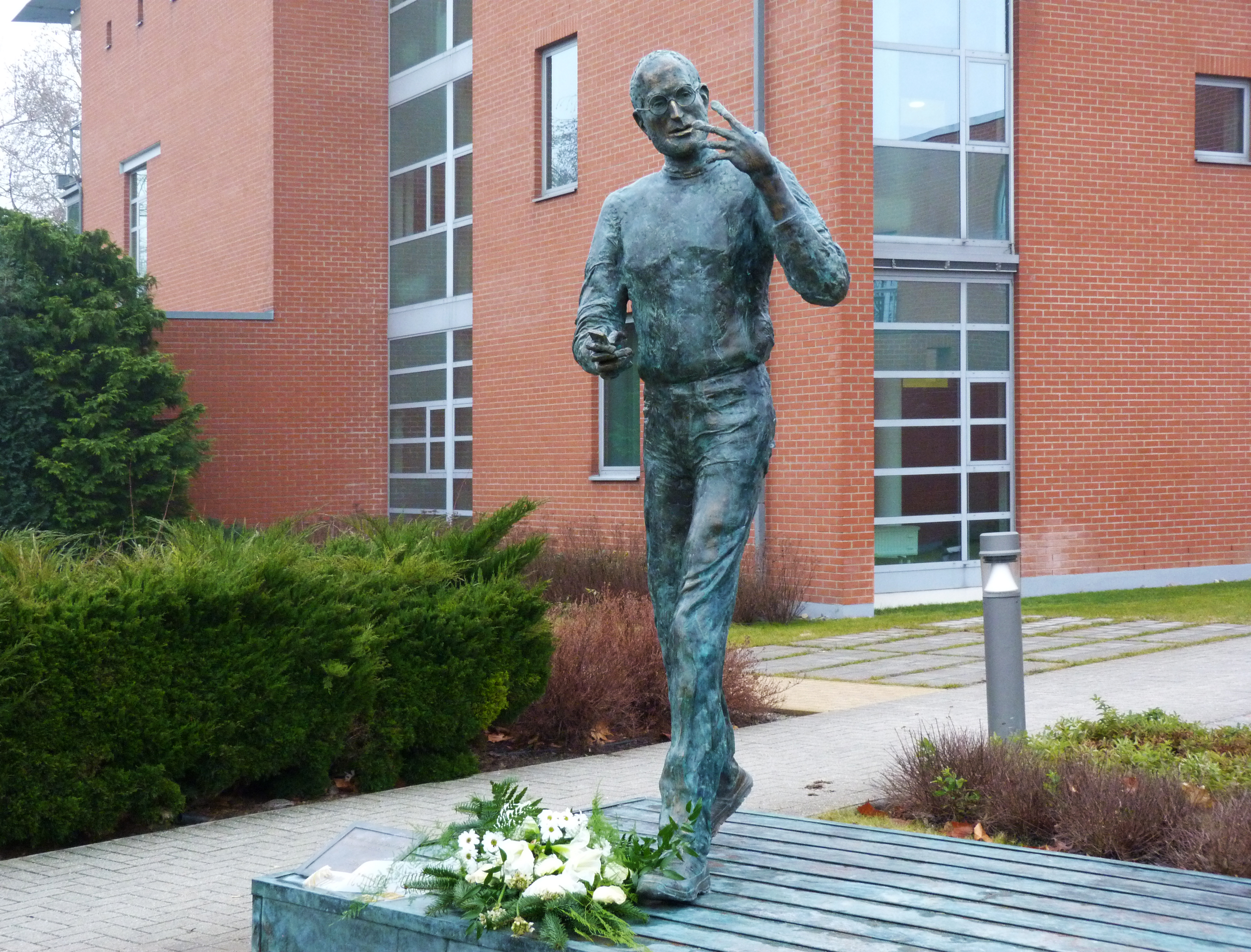
Pomnik Steve’a Jobsa w Budapeszcie

W Budapeszcie został uhonorowany pomnikiem.
7 lipca 2022 został pośmiertnie odznaczony Prezydenckim Medalem Wolności przez prezydenta Joego Bidena.

## Odbiór w mediach

### Książki
- Michael Moritz, The Little Kingdom (1984) – dokumentuje powstanie (wówczas) Apple Computer.
- Alan Deutschman, The Second Coming of Steve Jobs (2001).
- Jeffrey S. Young, William L. Simon, iCon: Steve Jobs (2005).
- Walter Isaacson, Steve Jobs (2011) – biografia Jobsa, która ukazała się w USA 21 października 2011 roku. Premiera w Polsce miała miejsce 17 listopada 2011 roku nakładem wydawnictwa Insignis. Książka okazała się bestsellerem. W USA dostępna jest jako e-book (w iBooks Store oraz w sprzedaży detalicznej), audiobook oraz w wersji papierowej. W Polsce e-book dostępny jest w sprzedaży detalicznej oraz w iBooks Store.
- Blumenthal Karen, Steve Jobs: The Man Who Thought Different (2012), wydana w Polsce nakładem: Wydawnictwa Amber, Warszawa 2012, Steve Jobs człowiek, który myślał inaczej.

### Dokumenty
- The Machine That Changed the World
- Triumph of the Nerds
- Nerds 2.0.1
- iGenius: Jak Steve Jobs zmienił świat
- Steve Jobs: One Last Thing

### Filmy
- Piraci z Krzemowej Doliny (1999)
- Jobs (2013)
- Steve Jobs (2015)

## Życie prywatne
Jobs ożenił się w 1991 r. z Laurene Powell, z którą miał syna i dwie córki. Miał również córkę z poprzedniego związku – Lisę (1978).